# Římskokatolická farnost Luleč
Římskokatolická farnost Luleč je územní společenství římských katolíků v Lulči, Nemojanech a Tučapech ve slavkovském děkanství v rámci brněnské diecéze.

## Území farnosti
Území farnosti tvoří vesnice Luleč, Nemojany a Tučapy. V červnu 2016 rozhodl brněnský biskup Vojtěch Cikrle o přičlenění Pístovic, které byly do té doby součástí lulečské farnosti, k farnosti Drnovice k 1. červenci 2016. Další změnou byla k 1. listopadu 2019 změna statusu kostelů ve farnosti. Dosavadní filiální kostel sv. Isidora se stal farním kostelem a dosavadní farní kostel sv. Martina naopak filiálním kostelem.

## Historie farnosti
Původní kostel sv. Martina se v pramenech objevuje již na počátku 15. století. Roku 1672 v něm byly tři oltáře,dvanáct obrazů a tři zvony, roku 1719 byly nainstalovány i první varhany. V roce 1751 na vlastí náklady lulečský farář P. Martin Dvořanský začal se stavbou nového chrámu sv. Martina. Věnoval na stavbu všechny zděděné peníze po bohatých rodičích. Nechal původní gotickou stavbu kostela zbourat, s využitím zbytků středověkého hradu a bývalého kostelíka. V letech 1751–1753 byl postaven dnešní pozdně barokní chrám. Vysvěcen byl v roce 1756.

## Bohoslužby
| Kostel                     | Místo    | Bohoslužba (den)     | Hodina            | Poznámka        |
| -------------------------- | -------- | -------------------- | ----------------- | --------------- |
| Kostel sv. Isidora         | Luleč    | neděle úterý čtvrtek | 10.00 18.00 18.00 | farní kostel    |
| Kostel sv. Martina         | Luleč    |                      |                   | filiální kostel |
| Kaple sv. Jana Nepomuckého | Nemojany |                      |                   |                 |

## Duchovní správci
Od srpna 2009 do srpna 2024 byl administrátorem excurrendo R. D. ThLic. Mikuláš Wawrowski. Od září 2024 je administrátorem excurrendo R. D. P. Marián Kalina.

## Aktivity farnosti
Dnem vzájemných modliteb farností za bohoslovce a bohoslovců za farnosti brněnské diecéze je 21. září. Adorační den připadá na 18. ledna.
Na lulečské faře sídlí též svaz Vojenská duchovní služba, jeden ze dvou svazů církví a náboženských společností registrovaných v České republice, a jím provozované Pastorační centrum Duchovní služby Armády ČR.
Ve farnosti se pořádá tříkrálová sbírka. V roce 2016 se při sbírce vybralo v Lulči 17 131 korun, v Nemojanech 20 957 korun a v Tučapech 10 059 korun.  V roce 2017 činil její výtěžek v Lulči 17 695 korun, v Nemojanech 17 858 korun a v Tučapech 13 531 korun.